# Nápoj

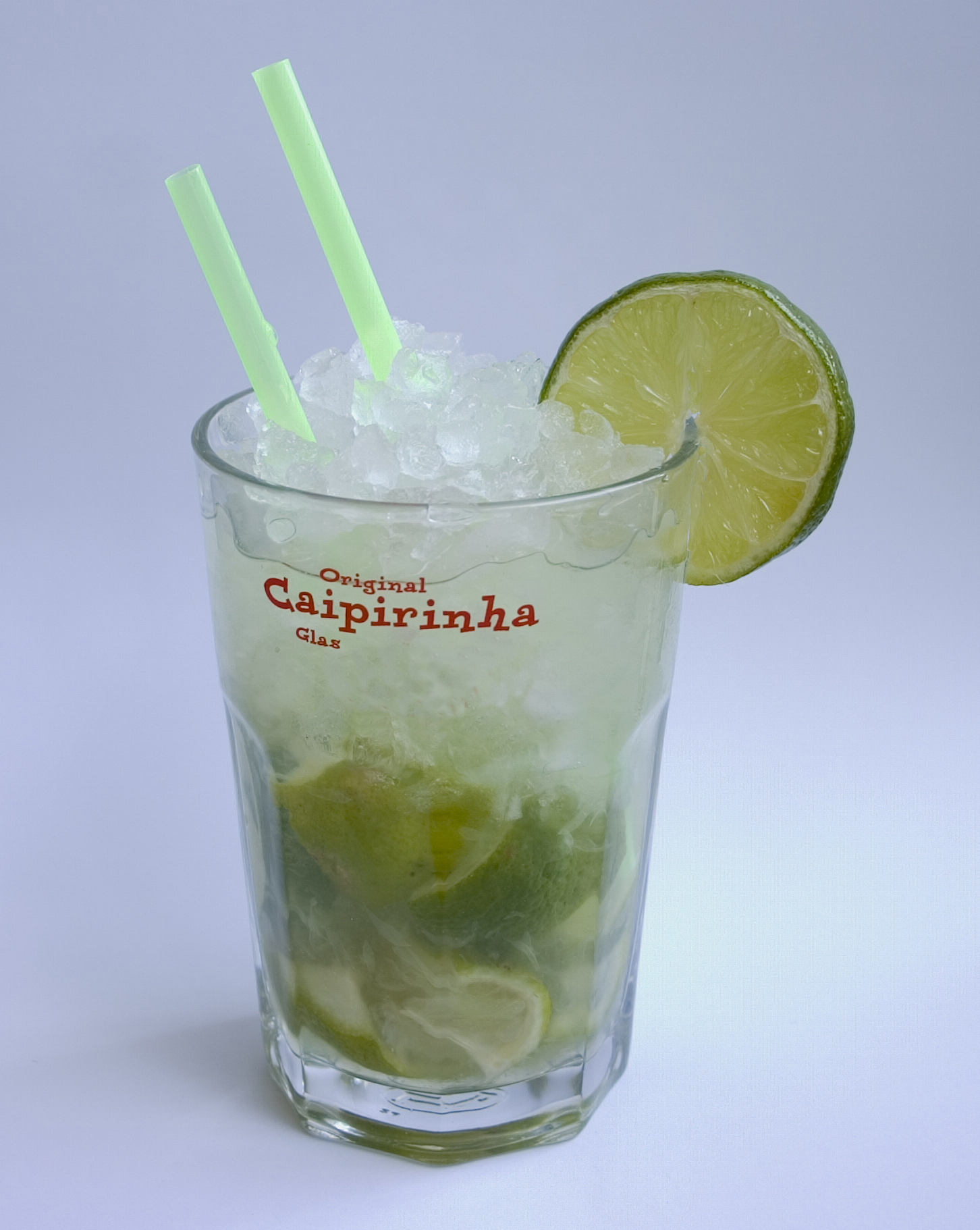
Brazilský národní koktejl Caipirinha

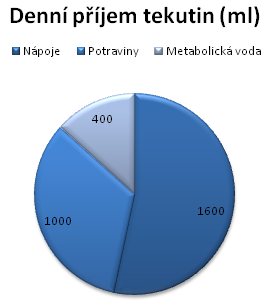
Denní příjem tekutin pro celkový příjem 3 litry (pouze přibližně polovinu tvoří nápoje).

Nápoj (hovorově též pití) je tekutina s vysokým obsahem vody, primárně určená k požívání. Na rozdíl od polévek, které se jedí (obvykle lžící), se nápoj pije a obvykle neobsahuje významnější podíl pevné složky. Výjimku tvoří některé bujóny a vývary, které se podávají v šálcích a pijí se, a přesto nejsou považovány za nápoje.
Požíváním nápojů člověk v rámci pitného režimu přijímá vodu. Člověku (v závislosti na tělesné hmotnosti, věku a vykonávané činnosti) je doporučován denní příjem tekutin v rozsahu 1500 ml (dítě s tělesnou hmotností 20 kg) do 3000 ml (dospělý).[zdroj?] Tato potřeba by měla být pokryta nápoji a vodou, která je obsažená v potravinách. Může však jít o mýtus (hoax či záměr firmy Danone) a nadměrný příjem tekutin škodí ledvinám. V USA je u dospělého průměrný příjem z pití vody přibližně 1 litr za den.
Podle teploty při servírování se nápoje dělí na teplé a studené. Podle obsahu a složení se nápoje označují jako mléčné, ovocné, tonizující, nápoje colového typu, kávoviny, čaje a další. Podle způsobu podávání se studené nápoje dělí na lahvované (podávané v láhvi), rozlévané (z větších balení), točené (pomocí výčepní stolice nebo jiné dávkovací technologie), postmixové (připravované strojně z koncentrátů) a balené. Horké nápoje se obvykle připravují kuchyňským způsobem nebo se postmixují z koncentrátů. Studené nápoje se dále dělí na sycené a nesycené, v závislosti na tom, zda je při výrobě nápoj sycen oxidem uhličitým.

## Ovocné nápoje
Pro ovocné nápoje platí závazné označení[svět, EU, ČR?] podle podílu přírodní ovocné šťávy nebo koncentrátu (koncentrát je vylisovaná a zahuštěná ovocná šťáva, do níž bylo při výrobě nápoje vráceno stejné množství vody, které bylo při koncentraci odstraněno).
- Nápoje se 100% podílem přírodní šťávy se označují jako ovocné šťávy (džusy). Nesmí obsahovat barviva ani konzervanty.
- Nápoje s podílem přírodní šťávy v rozsahu 50–100 % se označují jako nektary. Přítomnost konzervantů a barviv není možná.
- Nápoje s podílem přírodní šťávy v rozsahu 25–50 % se označují jako ovocné nápoje. Mohou obsahovat barviva, konzervační přísady a mohou být též doslazována přidanými sladidly.
- Nápoje s podílem přírodní šťávy pod 25 % se označují jako limonády. Mohou obsahovat barviva, konzervační přísady a mohou být též doslazována přidanými sladidly. V krajním případě nemusí být ovocná složka přítomna vůbec, ovocné chuti je dosaženo pomocí syntetických aromat.

## Teplé nápoje
V roce 2016 Mezinárodní agentura pro výzkum rakoviny (IARC) zařadila pití horkých nápojů mezi pravděpodobné karcinogeny pro člověka (skupina 2A). Podle IARC už existují důkazy, že pití horkých nápojů zvyšuje riziko vzniku rakoviny jícnu. Papírové kelímky v kontaktu s horkou vodou mnohem více uvolňují nebezpečné chemikálie. Více se uvolňuje například bisfenol A.
- káva
- čaj
- horká čokoláda

## Nealkoholické nápoje
- ajran
- džus
- sodovka (sodová voda, moravsky: sifon)
- přírodní voda
- minerální voda
- limonáda (moravsky: sodovka)
- ovocná šťáva
- čaj
- káva
- mléko
- kefír

## Alkoholické nápoje
- pivo
- víno
- medovina
- lihoviny
- likéry
- pálenky

## Míchané nápoje
- koktejly
- radlery

## Uskladňování nápojů
- v malém množství
  - skleněné láhve
    - z čirého skla
    - z tmavého skla

  - plechové konzervy (piksly)
  - nápojové kartony (kompozitní materiál, např. Tetra Pak)
  - láhve z umělé hmoty (např. PET láhve)

- ve velkém množství
  - sudy a bečky
    - dřevěné
    - kovové
    - plastové

  - kádě
  - ocelové tanky
  - demižony